# Yū Shimaka
 (décembre 2012).
Si vous disposez d'ouvrages ou d'articles de référence ou si vous connaissez des sites web de qualité traitant du thème abordé ici, merci de compléter l'article en donnant les références utiles à sa vérifiabilité et en les liant à la section « Notes et références ».
Yū Shimaka (島香 裕, Shimaka, Yū), né le 6 mai 1949 à Nagano et mort le 28 juillet 2019, était un seiyū japonais.
Il était la voix japonaise officielle de Dingo.

## Doublage
Il double Dingo dans toutes les adaptations japonaises de ses films.

### Cinéma
- 1963 : Bons baisers de Russie : Morzeny
- 1973 : L'Arnaque : Lt. William Snyder
- 1977 : Star Wars, épisode IV : Un nouvel espoir : Voix additionnelles
- 1980 : Kagemusha, l'ombre du guerrier : Goro Genjin
- 1981 : Mad Max 2 : Lord Humungus
- 1985 : Retour vers le futur : Biff Tannen
- 1986 : La Guerre des robots (The Transformers: The Movie) de Nelson Shin : Scavanger et Scourge
- 1988 : Oliver et Compagnie : Einstein
- 1989 : Indiana Jones et la Dernière Croisade : Sallah
- 1992 : Twin Peaks: Fire Walk with Me : Jacques Renault
- 1995 : GoldenEye : Valentin Dimitrovich Zukovsky et Jack Wade
- 1997 : Demain ne meurt jamais : Henry Gupta
- 1998 : The X-Files, le film (The X Files) de Rob S. Bowman : Walter Skinner
- 1998 : 1 001 Pattes : Heimlich
- 1999 : Le monde ne suffit pas : R
- 2001 : Shaolin Soccer : Coach
- 2002 : Meurs un autre jour : Q
- 2004 : Les Désastreuses Aventures des orphelins Baudelaire : Arthur Poe
- 2008 : X-Files : Régénération : Walter Skinner

### Télévision
- 1981-1983 : Spider-Man and His Amazing Friends : Docteur Octopus
- 1983 : Super Durand : L'ours
- 1983-1984 : Special Armored Battalion : Bob Floyd
- 1984-1987 : Transformers : Generation 1 : Thundercracker
- 1985-1987 : Obake no Q-Tarō : Shota-sensei (version originale)
- 1987 : Zillion (en) : Nick
- 1987-1988 : Metal Armor Dragonar : Ben Rooney et Gol
- 1987-1990 : La Bande à Picsou (31 épisodes) : Burger Beagle
- 1989 : Peter Pan : Sinistra Minion B
- 1989-1990 : Tic et Tac, les rangers du risque (8 épisodes) : Fat Cat
- 1990 : Twin Peaks (3 épisodes) : Jacques Renault
- 1992-1993 : Tekkaman Blade : L'Hache de Tekkaman
- 1992-2012 : Shin-chan : Picasso
- 1993-1996 : Animaniacs (11 épisodes) : Flavio Hippo
- 1994-1998 : Spider-Man, l'homme-araignée : Docteur Octopus
- 1994-2002 : X-Files : Aux frontières du réel (81 épisodes) : Walter Skinner
- 1995-1996 : Gundam Wing : Ahato (version originale)
- 1996-2000 : Superman, l'Ange de Metropolis : Granny Goodness
- 1997-2004 : Urgences (128 épisodes) : Frank Martin
- 1997-2012 : Pokémon : Kosack (version originale
- 1998 : Cowboy Bebop (1 épisode) : Picarro (version originale)
- 1999 : Gokudo : Djinn (version originale)
- 2000-2005 : Jackie Chan : Lo Pei
- 2001 : Grappler Baki : Toma Maunto (version originale)
- 2001-2003 : Disney's tous en boîte : Dingo
- 2003 : Pecola : Maire Papazoni
- 2004-2005 : Franny et les Chaussures magiques
- 2004-2011 : Keroro-gunsō : KakuKaku (version originale)
- 2005-2012 : Doraemon : Le père de Jaian (version originale
- 2006 : Ergo Proxy : Barkley (version originale)
- 2006-2007 : Code Geass (2 épisodes) : Sanba (version originale)
- 2006-2007 : Les Supers Nanas Zeta : Ramen Seller

### Jeux vidéo
- 1996 : Crash Bandicoot : Papu Papu
- 1997 : Klonoa: Door to Phantomile : Garlen
- 1999 : Crash Team Racing : Papu Papu
- 2000 : Crash Bash : Papu Papu
- 2000 : The Bouncer : Maître Mikado
- 2001 : Klonoa 2: Lunatea's Veil : Garlen
- 2002 : Kingdom Hearts : Dingo
- 2003 : Ratchet and Clank 2 : Abercombie Fizzwidget
- 2004 : Crash TwinSanity : Papu Papu
- 2005 : Kingdom Hearts 2 : Dingo
- 2007 : Kingdom Hearts Re: Chain of Memories : Dingo
- 2007 : Kingdom Hearts 2 : Final Mix+ : Dingo
- 2009 : Kingdom Hearts : 358/2 Days : Dingo
- 2010 : Kingdom Hearts: Birth by Sleep : Dingo
- 2010 : Kingdom Hearts: Re:Coded : Dingo
- 2012 : Kingdom Hearts 3D : Dream Drop Distance : Dingo